# Luftskib L 54
Luftskib L 54 var en U-klasse zeppeliner, som blev bygget af Luftschiffbau Zeppelin i Staaken ved Berlin til den tyske Kaiserliche Marine og foretog sin første flyvning 13. august 1917. Gennem 11 måneder var luftskibet stationeret på luftskibsbasen i Tønder indtil det sammen med L 60 tilintetgjordes i Toska-hallen ved bombardementet af luftskibsbasen 19. juli 1918. Luftskibet dekoreredes 9. april 1918 under førergondolen med Pour le Mérite-ordenen.

## Mandskab
Efter klargørelsen i Staaken blev luftskibet 20. august 1917 flyttet til Tønder af kaptajnløjtnant Ludwig Bockholt og vistnok søløjtnant Mass, som indtil da havde kommandoen over Luftskib L 23. Mandskabet foretog indtil 11. september 4 ture fra Tønder og udvalgtes så til at flyve den berømte Afrika-mission.
Kommandoen over L 54 overtoges derfor 16. september 1917 af kaptajnløjtnant Horst Julius Treusch von Buttlar-Brandenfels som kommandant og oberstløjtnant Hans von Schiller som 1. officer, som indtil 19. juli 1918 nåede at flyve 27 ture fra Tønder. Luftskibet fløj 14 rekognosceringer og 2 bombetogter.

## Silent Raid 19./20. oktober 1917
I det såkaldte silent raid mod England 19. oktober 1917 deltog luftskibene L 54 med kommandant Buttlar-Brandenfels og L 45 fra luftskibsbasen i Tønder, sammen med 9 andre luftskibe fra Ahlhorn, Nordholz og Wittmund. Luftskibene fløj i 4,8 km højde mens en stærk kold vind var ved at blæse op fra nord.
L 54 krydsede kl. 20.55 Norfolks kyst og kastede bomber over en ukendt by uden at ramme målet og vendte hjemover forfulgt af et RNAS BE2c-fly, som måtte opgive forfølgelsen i den store højde.

L 45 med kommandant Waldemar Kölle forøvede betydelig skade i London, men blev taget af blæsten og ført til Sisteron i departementet Alpes-de-Haute-Provence i Sydøstfrankrig, hvor luftskibet efter nødlanding sattes i brand og besætningen overgav sig til franskmændene.

Fra Ahlhorn sydvest for Bremen deltog bl.a. L 41 med Kuno Manger og L 44 med Franz Stabbert, hvor kun L 41 nåede hjem til basen via Belgien, mens L 44 i stor højde blev skudt ned i Lorraine i Frankrig.

Der kastedes 274 bomber over London fra en rekordstor højde langt over 5 km. Højderekorden sattes af L 55 med 7.250 m.
Buttlar-Brandenfels modtog 9. april 1918 Pour le Mérite-ordenen på basen i Tønder for sin ledelse under dette angrebet.

## Eksterne links
- Zeppelin L 54 - Luftschiffe in Tondern Arkiveret 14. august 2017 hos  Wayback Machine - zeppelin-museum.dk
- LZ 99 - luftschiff.de
- LZ99 Arkiveret 29. oktober 2014 hos  Wayback Machine - sebastianrusche.com
- Lz99 - L54 Arkiveret 22. december 2014 hos  Wayback Machine - p159.phpnet.org (fransk)
- Luftschiff Zeppelin 99, typ u, VIII 1917 Arkiveret 18. maj 2008 hos  Wayback Machine - mars.slupsk.pl (polsk)
- LZ99(L58) - air-ship.info (kinesisk)
- 19-Jul-1918 Zeppelin LZ.99 - Aviation Safety Network

1. ↑  The silent raid Arkiveret 12. februar 2015 hos  Wayback Machine - vimu.info
2. ↑  Silent Raid - The untold story Arkiveret 23. december 2014 hos  Wayback Machine - crossandcockade.com
3. ↑  Geschichte des Luftschiffhafens Arkiveret 6. marts 2016 hos  Wayback Machine - zeppelin-museum.dk
4. ↑  When a Zeppelin flew over Kilburn - westhampsteadlife.com
5. ↑  Bomb damage: war comes to Camberwell - bridgetonowhere.friendsofburgesspark.org.uk
6. ↑  Histoire du L45 dit « Zeppelin de Laragne » - ubaye-en-cartes.e-monsite.com
7. ↑  "L45 : Atterrisage forcé". Arkiveret fra originalen 12. februar 2015. Hentet 2. december 2014.
8. ↑  The German air raids on Great Britain, 1914-1918 Arkiveret 23. december 2014 hos  Wayback Machine, af Joseph Morris (1925). ISBN 1897632169 ISBN 9781845883799
9. ↑  Dirigible Dreams: The Age of the Airship, af C. Michael Hiam (2014). ISBN 9781611686975